# Bořetice (district de Pelhřimov)
Pour les articles homonymes, voir Bořetice.
Bořetice (en allemand : Borschetitz) est une commune du district de Pelhřimov, dans la région de Vysočina, en République tchèque. Sa population s'élevait à 70 habitants en 2020.

## Géographie
Bořetice se trouve à 11 km au nord-ouest de Pelhřimov, à 37 km à l'ouest-sud-ouest de Jihlava et à 81 km au sud-est de Prague.
La commune est limitée par Hořepník à l'ouest et au nord, par Rovná, Hořepník et Útěchovice à l'est, par Útěchovičky et Pošná au sud, et par Samšín à l'ouest.

## Histoire
La première mention écrite du village date de 1360.